# Якунники
Якунники – деревня в Покровской сельской администрации Покровского сельского поселения Рыбинского района Ярославской области .
Деревня находится непосредственно на южной окраине города Рыбинск, на внешней стороне Окружной автомобильной дороги города,  на правом, восточном высоком берегу реки Черёмухи. С юго-запада, выше по течению Черёмухи к деревне непосредственно примыкает парковая территория Санатория им. Воровского. В северо западном направлении, за рекой на удалении около 670 м территория центра отдыха и здоровья «Кстово» обе здравницы территориально относятся к посёлку Кстово .
На 1 января 2007 года в деревне числилось 53 человека . Деревня обслуживается почтовым отделением санатория им. Воровского, в деревне 7 улиц . В деревне ведется активное строительство коттеджей жителями города Рыбинска, желающими сочетать проживание на природе и хорошую доступность работы и других городских благ.